# چارلز ویکتور
چارلز ویکتور (انگلیسی: Charles Victor؛ ۱۰ فوریه ۱۸۹۶ – ۲۳ دسامبر ۱۹۶۵) هنرپیشه اهل انگلستان بود. وی بین سال‌های ۱۹۳۸ تا ۱۹۶۵ میلادی فعالیت می‌کرد.

## فیلم‌شناسی
- مدار ۴۹ درجه (۱۹۴۱)
- من در میدان گراسونور زندگی می‌کنم (۱۹۴۵)
- پیشرفت (۱۹۴۵)
- سزار و کلئوپاترا (۱۹۴۵)
- گاه‌شماری (۱۹۴۸)
- جعبه جادویی (۱۹۵۱)
- ساخت بهشت (۱۹۵۲)
- ملاقات آقای لوسیفر (۱۹۵۳)
- نیم‌تنه رنگارنگ (۱۹۵۴)
- اختلاس (۱۹۵۴)
- خانه و دوری (۱۹۵۶)
- شاهزاده و مانکن (۱۹۵۷)